# Turlej
Turlej – osada w Polsce położona w województwie łódzkim, w powiecie piotrkowskim, w gminie Rozprza.
W latach 1975–1998 miejscowość administracyjnie należała do województwa piotrkowskiego.
Osada składała się z jednego gospodarstwa. Na zdjęciach satelitarnych widać zarys murów ruiny.